# Еклисия (дем Гревена)
Еклисия, Видище или Вивища (на гръцки: Εκκλησιά; до 1927 г.: Βιβίτσι, Βιβίστη, Вивици, Вивисти) е село в Република Гърция, в дем Гревена, административна област Западна Македония.

## География
Селото е разположено на 950 m надморска височани на около 20 km северозападно от град Гревена. На 1 km югоизточно се намира новото селище Ано Еклисия. Често двете селища са наричани с общото име Еклесиес (на гръцки: Εκκλησιές, в превод Църкви).

## История

### Етимология
Според академик Иван Дуриданов името Видище е първоначален патроним на -ишти < -itji от личното име Видо, Видьо, съкратено от композита като сръбските Видо-мир, Видо-слав, За-вид, полските Za-wid, Sno-wid.

### В Османската империя
Първоначално селото е разположено южно от сегашното, в местността Кукурас и по хълма, на който се намира църквата „Света Параскева“, най-старата в селото. В „Света Параскева“ има икона от 1740 година, дар от Кирякос от Вравонища, което показва, че може би някои семейства от селото са се заселили във Видище след разрушаването му. По-късно поради албански нападения селището се измества североизточно от църквата „Свети Николай“ в местностите Палиохори (Старо село) и Криопигадо. „Свети Николай“ е от 1881 година. Поради продължаващите албански нападения в края на XIX век жителите отново се местят на мястото на днешното Долно село.
В края на ХІХ век Видище е гръцко християнско село в северния край на Гревенската каза на Османската империя. Според статистиката на Васил Кънчов през 1900 година във Видище живеят 82 гърци.
Според статистика на Серфидженския санджак на гръцкото консулство в Еласона от 1904 година във Вивци (Βίβτσι), Гревенска каза, живеят 80 гърци елинофони християни.

### В Гърция
През Балканската война в 1912 година в селото влизат гръцки части и след Междусъюзническата в 1913 година Видище влиза в състава на Кралство Гърция.
През 1927 година името на селището е сменено на Еклисия (църква).
През 1970-те години част от населението с цел по-добри комуникации и по-голяма близост с град Гревена създава на 1 km югоизточно ново селище (махала), наречено Ано Еклисия. То е разположено на главния районен път Агиос Космас - Гревена.
Населението произвежда жито и картофи и частично се занимава със скотовъдство.
| Година    | 1913 | 1920 | 1928 | 1940 | 1951 | 1961 | 1971 | 1981 | 1991 | 2001 | 2011 | 2021 |
| --------- | ---- | ---- | ---- | ---- | ---- | ---- | ---- | ---- | ---- | ---- | ---- | ---- |
| Население | 138  | 139  | 179  | 169  | 133  | 126  | 92   | 58   | 24   | 45   | 1    | 0    |